# Cimone
Cimone é uma comuna italiana da região do Trentino-Alto Ádige, província de Trento, com cerca de 578 habitantes. Estende-se por uma área de 9 km², tendo uma densidade populacional de 64 hab/km². Faz divisa com Trento, Garniga Terme, Cavedine, Aldeno, Villa Lagarina e Pomarolo.
A comuna de Cimone é composta por várias frazione (distritos de uma cidade): Battistoni, Buzzi, Chiàusa, Cimòneri, Costa, Còvelo, Dossi, Finestrella, Frizzi, Gazzi, Molino, Petrolli, Pietra, Pìfferi, Postal, San Giorgio, Sant'Anna.